# Leptina
La leptina (dal greco λεπτός, leptòs, cioè «snello») è un ormone proteico con peso molecolare di 16 kDa che ha un ruolo importante nella regolazione dell'ingestione e della spesa calorica, compreso l'appetito e il metabolismo. La leptina è uno dei principali ormoni prodotti dal tessuto adiposo, essendo codificata dal gene Ob(Lep) (Ob di obeso, Lep di leptina).
Agisce nella regolazione del bilancio delle riserve energetiche: mentre la grelina è l'ormone che stimola il senso di appetito, la leptina regola il senso di sazietà.

## Sintesi e secrezione
Il gene che codifica per la leptina, OB, è situato sul cromosoma 7 e ha tre esoni e due introni. La trascrizione del gene OB può essere regolata da parte di elementi responsivi, che sono sequenze di nucleotidi a cui si legano fattori di trascrizione come il CRE (elemento responsivo al cAMP). Molti tessuti producono leptina, come la placenta (sinciziotrofoblasto), la mucosa del fondo gastrico, il tessuto muscolare scheletrico e l'ipofisi. La maggiore produzione, comunque, resta quella realizzata dal tessuto adiposo. Sembra quindi chiaro che in presenza di sovrabbondanza di esse si avrà una maggiore produzione di leptina, in caso contrario, cioè in carenza di cellule adipose, si assisterà a un abbassamento dei livelli dell'ormone.
La regolazione dei livelli plasmatici di leptina è dovuta alla quantità di adipociti e anche a diversi fattori endocrinologici. Il principale fra questi è il livello di insulina che, quando alto, aumenta anche la sintesi di leptina, la quale a sua volta riduce la fame e aumenta il senso di sazietà. Infatti subito dopo un pasto (ricco di carboidrati) il livello di insulina sale e la sensazione di fame decresce proprio per l'aumento del livello di leptina; livelli bassi di insulina sono tipici di stati di digiuno, e la leptina, che svolge un ruolo fondamentale nella regolazione dell'appetito, viene di conseguenza inibita.
Stimoli adrenergici, ormone della crescita (GH) e ormoni tiroidei, come la triiodotironina, inibiscono la secrezione di leptina, così come le basse temperature. Glucocorticoidi, infezioni acute e citochine infiammatorie al contrario aumentano la secrezione di leptina.
L'aumento della secrezione di leptina in presenza di citochine infiammatorie in particolare (come TNFα e interleuchina 1) può spiegare l'anoressia e perdita di peso in queste situazioni infiammatorie.
Differenze fra sessi sono verificate nella produzione di leptina: a parità di quantità di tessuto adiposo le donne producono più leptina.

### Stato alimentare e regolazione della secrezione
La secrezione di leptina può essere regolata dallo stato alimentare, un fenomeno importante per la regolazione dell'appetito.
Quando l'organismo si trova in uno stato di digiuno lo sfruttamento di lipidi come risorsa di energia è più alto, una risposta fisiologica generata dalla riduzione dei livelli di insulina plasmatica e dalla secrezione di glucagone ed epinefrina. Questi ormoni aumentano anche il tasso di gluconeogenesi e glicogenolisi per normalizzare i livelli di glucosio sanguigno. Tutti questi fenomeni che caratterizzano lo stato di digiuno contribuiscono a una diminuzione della secrezione di leptina e un conseguente aumento del senso di fame; anche il fenomeno inverso si verifica, dunque si può dire che la produzione di leptina, a meno di disfunzioni, è regolata dallo stato nutrizionale dell'individuo.
Problemi della sintesi e secrezione di leptina causano un mancato controllo dell'appetito e possono indurre all'obesità, dato che l'individuo agisce come se l'organismo fosse in uno stato permanente di digiuno.

## Meccanismo molecolare di azione
La leptina agisce nella cellula tramite il suo recettore di membrana, OB-R, che appartiene alla prima classe della famiglia dei recettori di interleuchine.
È la via di segnalazione delle JAK/STAT la principale responsabile per la segnalazione della leptina. Essa, accoppiata al recettore OB-Rb (uno fra i tipi di recettore OB-R), induce la dimerizzazione di quest'ultimo e anche l'attivazione delle proteine JAK (Janus chinasi), che sono capaci di fosforilare entrambi i monomeri del recettore OB-R. Questa fosforilazione crea siti nel recettore a cui si legano le proteine STAT (Signal transducers and activators of transcription, ossia trasduttori del segnale e attivatori della trascrizione). Queste ultime, infine, vengono anch'esse fosforilate dalla JAK, dopodiché lasciano il recettore e si accoppiano, formando dimeri. I dimeri di STAT fosforilate si legano a sequenze specifiche di DNA, promuovendo l'espressione di alcuni geni. Nel caso della leptina vengono regolati i geni NPY, CRH e POMC.
Altre vie di trasduzione del segnale sono state descritte per la leptina come quelle che coinvolgono le MAP chinasi, la fosfolipasi C e l'AMP ciclico, tra le altre.

## Effetti biologici sistemici

### Effetti nel tessuto adiposo
Il tessuto adiposo è il principale produttore della leptina, quindi l'aumento della massa grassa causa l'aumento della produzione di leptina, comunicando al cervello che i depositi di grasso sono sufficienti. Quindi la leptina ha un'azione anoressigenica perché inibisce la crescita del tessuto adiposo tramite la diminuzione dell'appetito e della lipogenesi e l'aumento della spesa energetica e della lipolisi.
Questo meccanismo di retroazione negativa garantisce il controllo sulla crescita della massa grassa. La mancanza o resistenza alla leptina può causare un tipo di obesità.

### Effetti nella riproduzione
La leptina ha un ruolo importante nella riproduzione e fertilità.
Nei ratti, studi hanno dimostrato che la leptina è fondamentale per la maturità dell'asse ipotalamo-ipofisario riguardante la maturazione riproduttiva. Appena raggiunta l'età riproduttiva si verificano dei picchi di secrezione di ormoni gonadotropici, come il FSH, nei ratti normali. I ratti ob/ob (denominati geneticamente obesi), che hanno un gene Ob difettoso e, quindi, hanno deficienza di leptina, non presentano questi picchi di secrezione. Come risultato, hanno un apparato genitale atrofizzato.
Anche negli umani si verificano ritardi dello sviluppo riproduttivo in assenza di leptina, nel quadro di ipogonadismo ipotalamico. Non solo durante la pubertà la leptina ha un ruolo importante perché per mantenere il ciclo mestruale durante la vita adulta sono necessari livelli adeguati di leptina, senza i quali si verifica amenorrea. Quindi per il mantenimento del ciclo mestruale è necessaria una quantità minima di tessuto adiposo capace di produrre un livello adeguato di leptina. Questa necessità spiega l'amenorrea verificata nelle donne che soffrono di anoressia nervosa.
I livelli di leptina per unità di massa grassa sono più elevati durante la gravidanza grazie alla produzione di leptina da parte della placenta, che aumenta fino a cinque volte fra i giorni 14 e 21 di gravidanza nei ratti.

### Effetti sull'angiogenesi
La leptina è un fattore angiogenico secreto dal tessuto adiposo perché promuove la crescita di nuovi vasi sanguigni tramite l'aumento del tasso di mitosi dell'endotelio vascolare. Il processo di promozione dell'angiogenesi da parte della leptina non è ancora totalmente conosciuto. Certi studi, comunque, dimostrano un ruolo importante della leptina nella rimodellazione della matrice extracellulare tramite la regolazione delle metalloproteinasi. Altri studi hanno dimostrato che, grazie alla promozione dell'angiogenesi, la leptina favorisce la cicatrizzazione dei tessuti.

### Effetti sul sistema endocrino
La leptina agisce anche sul sistema endocrino. Per esempio modifica l'asse ipotalamo-ipofisi-surrene, dato che quando i livelli di leptina sono bassi o quando vi è resistenza alla leptina, la secrezione di glucocorticoidi è più alta. Invece la somministrazione di leptina riduce la secrezione di glucocorticoidi.
Anche l'asse ipotalamo-ipofisi-tiroide risente dell'azione della leptina, visto che essa diminuisce l'efficienza del meccanismo di retroazione realizzato dalla triiodotironina e dalla tiroxina, ormoni tiroidei, sulla loro stessa produzione.
La riduzione della secrezione dell'ormone della crescita (GH) nei roditori che hanno una deficienza di leptina dimostra che essa è capace di regolare anche la secrezione del GH.

### Effetti sull'ipotalamo e sulla regolazione dell'appetito
La leptina agisce sul nucleo dell'ipotalamo conosciuto come centro dell'appetito e segnala al cervello che il corpo ha già avuto abbastanza da mangiare. Così la leptina circolante informa il cervello sulle riserve di energia sotto forma di grasso e quindi regola l'appetito e il metabolismo.
Per iniziare la sua azione, la leptina si accoppia con l'isoforma completa del suo recettore, quella OB-Rb. Nel nucleo arcuato dell’ipotalamo si trovano due popolazioni di neuroni che rispondono alla leptina. La prima popolazione di neuroni è quella che produce il neuropeptide Y (NPY) e il peptide correlato alla proteina Agouti (AgRP, dall'inglese Agouti-related peptide). Questi neuroni sono in grado di aumentare l'attività di un altro tipo di neurone ipotalamico, quello che produce l'ormone concentrante della melanina (MCH) e oressine, che sono potenti promotori dell'appetito.
L'altra popolazione di neuroni è quella che produce la pro-opiomelanocortina (POMC) e il CART (cocaine-amphetamine regulated transcript, ossia, trascritto regolato dalla cocaina e dall’anfetamina). Quest'altra popolazione inibisce fortemente l'appetito perché diminuisce l'attività dei neuroni produttori di sostanze che promuovono l'appetito (oressigene).
La leptina diminuisce l'attività della prima popolazione di neuroni e quindi inibisce le connessioni di questi con i neuroni che producono sostanze oressigene. Invece la seconda popolazione di neuroni è stimolata dalla leptina e quindi è in grado di generare un'inibizione più forte sui neuroni che producono le sostanze oressigene. Così, tramite questa inibizione, l'appetito viene diminuito.

### Effetti sul sistema immunitario
È stato da poco dimostrato che la leptina ha un ruolo importante sul sistema immunitario e sull'attività dei linfociti T. Essendo la leptina una citochina, l'omeostasi timica e la secrezione di agenti infiammatori acuti come l'interleuchina-1 e il fattore di necrosi tumorale possono essere accelerati dalla leptina. Ha quindi un'azione simile ad altre citochine infiammatorie, promuovendo la maturazione e differenziazione dei linfociti T helper 1.
Queste attività immunitarie della leptina possono spiegare il paragone esistente fra lo stato nutrizionale (e quindi la produzione di leptina da parte degli adipociti) e lo stato immunitario. Suggeriscono anche un ruolo della leptina nelle malattie autoimmunitarie, come il diabete mellito di tipo 1, la sclerosi multipla e l'encefalomielite, come dimostrato da ricercatori italiani.
I ricercatori italiani presso l'Università degli Studi di Napoli Federico II hanno dimostrato che il blocco della leptina in topi colpiti dalla encefalomielite, una malattia autoimmune, è capace di migliorare il corso della malattia.  L'iniezione di leptina in topi che sviluppano encefalite autoimmune causa una malattia più grave del normale. Anche i maschi, che hanno una suscettibilità all'encefalomielite più bassa rispetto alle femmine, quando ricevono leptina presentano una probabilità di ammalarsi simile a quella delle femmine. I ratti ob/ob, la cui produzione di leptina è insufficiente, presentano suscettibilità ridotta alla malattia. Quando ricevono dosi di leptina, comunque, la suscettibilità diventa più alta
Altri studi di questi ricercatori hanno dimostrato che la leptina ha un ruolo importante nello sviluppo di altre malattie come il diabete mellito di tipo I e la sclerosi multipla. Nel caso del diabete (tipo I), sono stati trovati livelli plasmatici di leptina più elevati appena prima della comparsa dell'iperglicemia e del diabete nelle femmine di ratti. L'iniezione intraperitoneale di leptina ha accelerato la distruzione autoimmune delle cellule β del pancreas (la causa della malattia), che producono l'insulina. Queste iniezioni hanno anche aumentato la produzione di interferone-γ da parte dei linfociti T, dimostrando che la leptina può favorire la risposta cellulare infiammatoria e la comparsa di malattie autoimmuni causate da queste risposte cellulari.
Analisi del plasma e del liquido cefalorachidiano di pazienti colpiti dalla sclerosi multipla hanno rivelato che i livelli di leptina di questi pazienti erano più elevati, essendo accompagnati anche da livelli alti di interferone-γ nel liquido cefalorachidiano. La proliferazione di linfociti T contro la proteina basica della mielina, che causano la demielinizzazione e, quindi, la sclerosi multipla, è stata inibita in vitro da anticorpi anti-leptina o anti-recettore della leptina (ObR).
Lo stesso studio realizzato dai ricercatori italiani ha verificato anche un rapporto inverso fra i livelli di leptina plasmatica e la percentuale di linfociti TReg circolanti. I TRegs sono linfociti conosciuti per la capacità di deprimere le risposte autoreattive e possono essere coinvolti nella comparsa dell'autoimmunità. Quantità più basse di linfociti TReg sono associate con l'autoimmunità nei ratti. Questo rapporto inverso fra la quantità di linfociti TReg nella circolazione e i livelli plasmatici di leptina sono importanti, quindi, per capire il ruolo dell'ormone nella patogenesi delle malattie autoimmunitarie e le future possibilità terapeutiche.

## Leptina come ormone contro l'obesità
La leptina aumenta il metabolismo del glucosio e anche il tasso di ossidazione delle riserve di acidi grassi, così come il tasso di consumo di ossigeno, rendendo la spesa energetica più alta. L'ormone ha anche la capacità di diminuire il senso della fame e l'ingestione calorica. Quindi tramite le sue azioni metaboliche e regolatorie dell'appetito la leptina controlla il peso e ciò le conferisce uno status di fattore anti-obesità.
L'importanza della leptina per il controllo del peso è verificata nei ratti ob/ob, che hanno una mutazione nel gene responsabile dalla produzione di leptina e sono quindi estremamente obesi, presentando anche un appetito vorace. Comunque la somministrazione di leptina a questi ratti è capace di invertire i sintomi, controllare l'appetito e quindi ridurre il peso. Ciò dimostra che la deficienza di leptina è la causa dell'obesità in questi ratti.
Questo effetto sui ratti ha portato molti ricercatori a studiare l'effetto terapeutico della leptina contro l'obesità negli umani. Licino e altri hanno condotto uno studio in cui tre pazienti obesi turchi, identificati come portatori della rara mutazione nel gene ob, hanno ricevuto dosi di leptina per 18 mesi alla fine dei quali il loro indice di massa corporea medio è caduto da 51,2 kg/m² a 26,9 kg/m² a causa della perdita di massa grassa. Il loro appetito, prima vorace, è stato controllato e l'introito calorico è stato estremamente ridotto (circa il 50%). Anche i livelli di colesterolo sono caduti, ma questo effetto è stato attribuito alla riduzione dell'adiposità e non all'azione diretta della leptina.
Comunque la leptina non è stata efficace in altri casi di obesità, visto che la sua deficienza è una condizione rara e non è l'unica causa dell'obesità. Gli studi puntano adesso all'ipotesi di resistenza alla leptina, che può essere una causa importante di obesità.

## Resistenza alla leptina e obesità
Mutazioni nel gene del recettore OB-R possono causare resistenza alla leptina, un quadro in cui, nonostante alti livelli plasmatici di leptina, le attività biologiche della proteina non sono verificate. Studi su questo tipo di mutazione nei ratti, hanno rivelato che il recettore OB-R mutato ha un dominio citoplasmatico più piccolo rispetto al recettore normale. Questo dominio mutato non è capace di attivare la via delle proteine STAT e si verifica quindi una situazione di resistenza.
La resistenza alla leptina è stata attribuita da alcuni studi non solo a mutazione, ma anche ad altri fattori, come una dieta ricca di fruttosio.
Quindi l'obesità può essere causata anche dalla resistenza alla leptina, quando si perde il controllo sul comportamento alimentare.